# Hijos de Perú
El colectivo Hijos de Perú es una asociación conformada por hijos de integrantes del Movimiento Revolucionario Túpac Amaru (MRTA). El colectivo está dirigido por Abel Gilvonio, hijo del emerretista Américo Gilvonio, siendo fundado en el año 2005.

## Historia
Fundada en el año 2005, en el año 2006, los integrantes del colectivo viajaron a Cuba para un plan educativo promovido por el régimen cubano. En Cuba, se uniría al colectivo el hijo del emerretista Rafael Salgado, Rafael Salgado Olivera.
En el año 2010, el colectivo participó en el Encuentro Internacional de HIJOS, realizado en la Universidad Nacional Autónoma de México (UNAM), donde denunciaron el "terrorismo de Estado" y proclamaron en su Declaración Final "nuestro compromiso por trabajar con la memoria como escudo, la identidad como nuestra mayor fortaleza y la justicia como nuestra bandera. NO OLVIDAMOS, NO PERDONAMOS, NO NOS RECONCILIAMOS".
En el año 2013, impulsaron el "Abril en la Memoria" para "recordar y repensar nuestras vidas como parte de esos hechos, como forma de reconstruir nuestras historias y articularlas con otras, esas que no aparecen en los reportes ni en los libros. Todo esto para (re-)escribir una historia colectiva, articulando de nuevas formas el pasado con el presente, transgrediendo las barreras generadas por la estigmatización desde la 'historia oficial'". También firmaron un comunicado "Contra la Teatralización del Horror" tras anunciarse una réplica de la operación Chavín de Huántar.
En el año 2015, organizaron el festival "Festival Nuestrx Nosotrxs: Nuestra Versión no es Su versión". En el año 2017, sacaron un comunicado donde manifestaban "incorporar[se] a las actuales luchas: contra el TLC; el imperialismo y el modelo neoliberal, así como, levantamos las banderas de la unidad latinoamericana, en defensa de Cuba, Venezuela, Bolivia y exigiendo la libertad de los presos políticos y luchadores sociales del Perú y de toda América Latina".

## Relación con miembros del MRTA
Los integrantes de HIJOS califican a los miembros del MRTA como militantes (y a los encarcelados como "presos políticos"). Han acompañado en el proceso de liberación de los miembros del MRTA. Según Gilvonio: "como ayer esperamos a que salga Peter [Cárdenas Schulte] y anteayer nos alegramos ante la salida de Américo [Gilvonio], Nancy [Gilvonio], Lori [Berenson] y los demás presos; nosotros vamos a esperar a todos y todas, porque sabemos que aún quedan en la base Víctor [Polay Campos], Miguel [Rincón Rincón] y en otros penales Lucero [Cumpa], Gladis, Milagros, Jaime [Castillo Petruzzi] y otros. A ellos y ellas los seguimos esperando con la alegría y esperanza de que podemos reconciliarnos con nosotros y con el Perú". Han participado en acciones para recuperar los cuerpos de los emerretistas muertos en los Molinos y aunque no reivindican los actos del MRTA victimizan a los integrantes de la organización subversiva.